# 卡伯菲 (密歇根州)
卡伯菲（英語：Caberfae）是位於美國密歇根州韋克斯福德縣斯萊格爾鎮區及南布蘭奇鎮區的一個普查規定居民點。

## 人口
根據2020年美國人口普查的數據，卡伯菲的面積為1.15平方千米，當中陸地面積為1.15平方千米，而水域面積為0.00平方千米。當地共有人口72人，而人口密度為每平方千米62.61人。